# Bernardo del Carpio
Bernardo del Carpio è un personaggio protagonista dell'epica spagnola medievale. La sua figura compare probabilmente per la prima volta nel Cantar de Bernardo del Carpio, un'opera di genere genere cavalleresco andata perduta e ricorre frequentemente nelle cronache, nel teatro e nei romanzi spagnoli.

## Il personaggio letterario

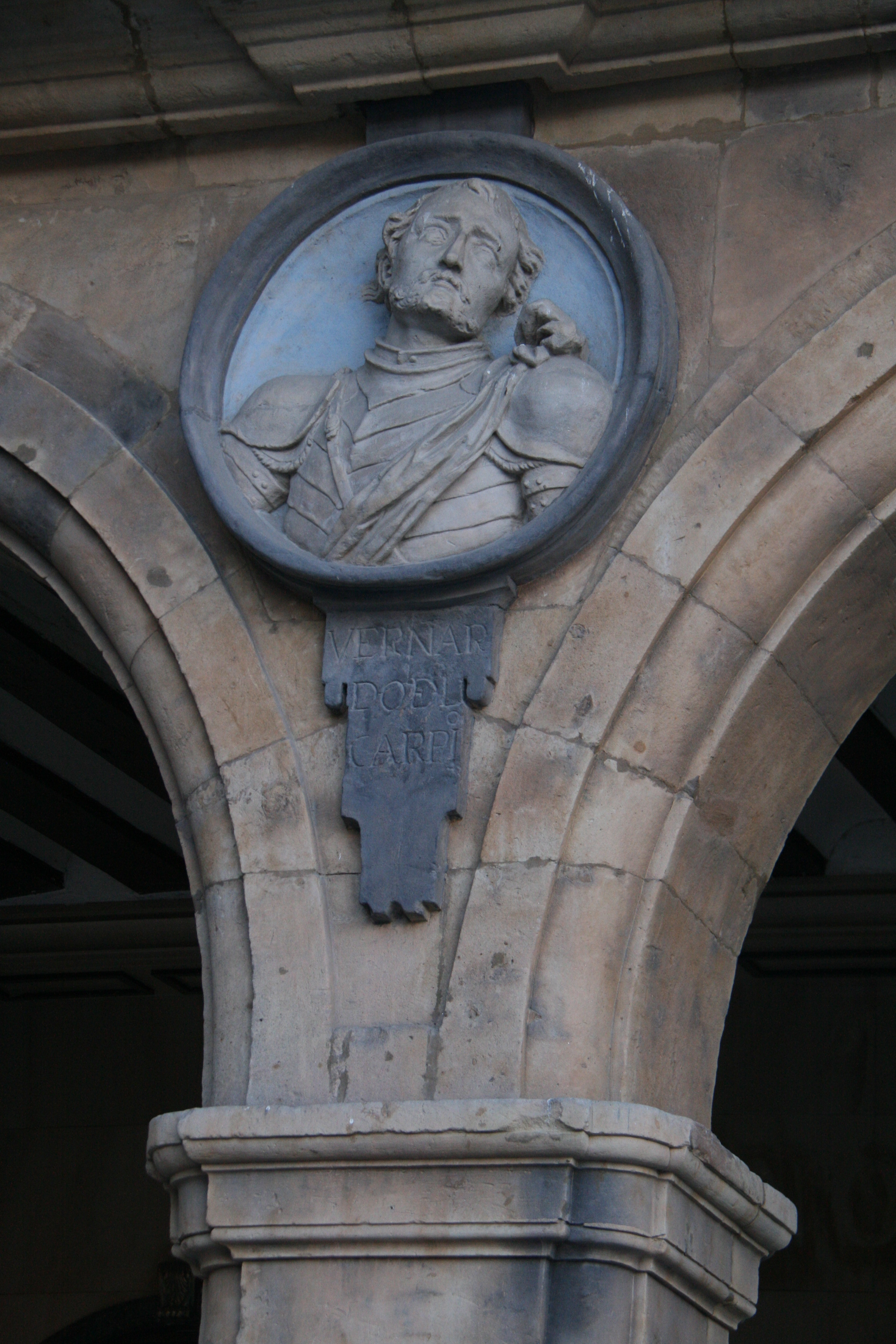
Medaglione con ritratto di Bernardo del Carpio in Plaza Mayor, Salamanca

Varie fonti letterarie, tra cui diversi romances, lo presentano come un valoroso cavaliere vissuto nel IX secolo, nipote illegittimo del re asturiano Alfonso II in quanto nato dall'unione della sorella del sovrano, Jimena (o Ximena), con il conte di Saldaña e maggiordomo di palazzo Sancho Díaz. 
Sempre secondo questi poemi cavallereschi, ispirati all'originario Cantar de Bernardo del Carpio, il re fa imprigionare nel castello di Luna, nei pressi di León, l'amante illegittimo di sua sorella e ne adotta il bambino, educandolo a corte ai valori della cavalleria. Tuttavia Bernardo, scoperte le proprie origini, decide di liberare con ogni mezzo il padre. Nel frattempo Alfonso ha concluso un'alleanza con Carlo Magno: il re dei Franchi attraverserà i Pirenei alla testa delle sue truppe per combattere i Mori di Saragozza e otterrà come ricompensa una parte del regno. A questo punto Bernardo, alla testa di una coalizione composta da nobili asturiani preoccupati dall'arrivo dell'esercito straniero, Baschi e Mori, marcia contro le forze carolinge, sorprende il nemico a Roncisvalle e lo sconfigge mettendolo in fuga. Nel corso della battaglia, Bernardo sfida a duello Orlando, il paladino di Carlo, e lo sconfigge, sottraendogli la spada Durlindana.
Nonostante il valore dimostrato in battaglia, il re ignora le preghiere di Bernardo e non concede la liberazione di suo padre. Negli anni successivi Bernardo si rende protagonista di altre imprese militari, in particolare sotto il regno di Alfonso III. Durante una battaglia contro i Mori, il sovrano perde il proprio cavallo ma Bernardo lo protegge e lo mette in salvo dai nemici donandogli il suo. Il re allora ricompensa il cavaliere con la donazione del castello del Carpio, nei pressi di Salamanca, dove sorge oggi il piccolo paese di Carpio-Bernardo.
Dopo altre numerose imprese guerresche contro i Mori e contro i Franchi, Bernardo supplica di nuovo il re perché liberi il padre. Questa volta Alfonso, accecato dall'ira, decreta l'esilio del cavaliere dal regno di Leon. Negli anni dell'esilio Bernardo guida scorribande e incursioni nel territorio governato dal re, finché questi decide finalmente di liberare suo padre in cambio della restituzione del castello di cui gli aveva fatto dono. Poco prima di essere liberato, il padre di Bernardo muore. Suo figlio allora chiama sua madre, reclusa in un convento, e unisce le mani dei suoi genitori, rendendo legittima la loro unione davanti a tutti. Amareggiato e frustrato, Bernardo continua a vivere e a combattere da cavaliere errante fino alla sua morte.

## Il contesto storico e la tesi delle due battaglie di Roncisvalle
Le vicende di Bernardo sono riportate come fatti realmente accaduti da cronache e annali medievali. Nel XIII secolo il re di Castiglia Alfonso X detto il Saggio riportò nella sua Estoria de España (nota anche come Primera Crónica General) i fatti della vita del cavaliere come se questi fosse davvero esistito e nel 1517 l'imperatore Carlo V fece visita al sepolcro di Bernardo ad Aguilar del Campoo, diventato vera e propria meta di pellegrinaggio nel corso dei secoli. In seguito a una seconda visita, nel 1522, l'imperatore ricevette in dono la leggendaria spada di Bernardo, che oggi sarebbe custodita nell'armeria di Madrid. 
L'esistenza storica di Bernardo del Carpio, mai messa in dubbio fino al Siglo de Oro, è stata poi largamente dibattuta. A partire dal XVII secolo alcune presunte incongruenze legate soprattutto alla datazione degli avvenimenti indussero a confinare sempre più il personaggio di Bernardo nell'ambito della leggenda. 
La cronaca di Alfonso X riconduceva la battaglia di Roncisvalle, cui Bernardo avrebbe preso parte, all'anno 808, mentre la storiografia moderna è unanime nel ritenere che si sia combattuta nell'anno 778. A queste apparenti contraddizioni si aggiunge il fatto che il casus belli riportato nei poemi cavallereschi spagnoli presenti molte differenze rispetto alla versione della battaglia raccontata nella celebre Chanson de Roland, che descrive, com'è noto, uno scontro tra i Franchi e i Mori, senza nominare la presenza degli Asturiani. Gli storici, che non si sono basati esclusivamente su fonti epiche e letterarie, ma hanno potuto interrogare un'ampia documentazione di epoca carolingia, che include anche la Vita Caroli di Eginardo, hanno peraltro potuto appurare che Saragozza si sollevò effettivamente contro il potere del Califfato di Cordova e che il suo governatore (Marsilio, nella Chanson) chiese l'intervento di Carlo. È dunque verosimile che, traditi dai Mori ribelli o insoddisfatti dalle loro promesse, i Franchi avessero deciso di tornare indietro e che in prossimità di un passo pirenaico la retroguardia avesse subito l'assalto dei nemici, probabilmente Baschi.
La versione della battaglia di Roncisvalle cantata dai poemi spagnoli sembra far riferimento invece a un diverso contesto storico e militare: Alfonso II avrebbe chiesto a Carlo l'invio di soldati franchi in Spagna, fatto anch'esso confermato dagli storici, provocando così la reazione dei nobili asturiani, gelosi della propria autonomia e diffidenti verso la presenza di stranieri nelle proprie terre. Questi aristocratici si sarebbero quindi alleati con i Mori per respingere la spedizione. Sarebbe stata dunque questa la battaglia di Roncisvalle combattuta e vinta da Bernardo. 
Nel corso di un congresso tenutosi a Oviedo nel 2008 lo storico e professore José Vicente Gonzalez García ha esposto la tesi delle due battaglie di Roncisvalle e ha sostenuto la possibilità che Bernardo del Carpio sia realmente esistito, sulla base di indizi filologici e cronache del tempo. 
Il dibattito sulla controversa figura del cavaliere continua, coinvolgendo soprattutto storici, filologi e accademici della cultura spagnola e appassionando gli amanti del medioevo.

## La presenza nella cultura spagnola
Oltre agli autori di poemi cavallereschi, tra cui Bernardo di Balbuena, autore del poderoso El Bernardo del Carpio o La victoria de Roncesvalles, la figura del cavaliere asturiano ispirò anche il drammaturgo Lope de Vega (Las mocedades de Bernardo del Carpio, El casamiento en la muerte ed Hechos de Bernardo del Carpio) e lo stesso Miguel de Cervantes, autore di un poema, poi andato perduto, intitolato Bernardo.
Le conquiste spagnole del XVI secolo contribuirono alla diffusione del mito di Bernardo: la sua storia conobbe in seguito particolare fortuna a Cuba e nelle Filippine, dove la sua figura fu assimilata e trasformata dalle tradizioni locali.
Il filosofo di Oviedo Gustavo Bueno ha affermato che "Bernardo del Carpio ha avuto la stessa rilevanza storica del Cid".
A Salamanca, più precisamente nel comune di Villagonzalo de Tormes, dove tuttora si trovano le rovine del castello del cavaliere, ha sede l'Associazione Culturale Bernardo del Carpio, che promuove studi e convegni e che sostiene la storicità del personaggio.
Ogni 24 maggio il piccolo borgo di Carpio-Bernardo dedica una festa all'eroe.